# Łeonid Klujew
Łeonid Mychajłowycz Klujew, ukr. Леонід Михайлович Клюєв, ros. Леонид Михайлович Клюев, Leonid Michajłowicz Klujew (ur. 1 stycznia 1940 w Melitopolu, zm. 1 lipca 1981 w Doniecku) – ukraiński piłkarz, grający na pozycji bramkarza.

## Kariera piłkarska
Rozpoczął karierę piłkarską w Dynamie Kijów, ale nie chciał być zmiennikiem Ołeha Makarowa dlatego w 1962 przeszedł do Szachtara Donieck. Następnie występował w drużynach Zoria Ługańsk, Budiwelnyk Połtawa, Łokomotyw Donieck, Szachtar Gorłówka. W 1974 powrócił do Zorii Ługańsk, w której i ukończył karierę zawodową.

## Sukcesy i odznaczenia
- mistrz ZSRR: 1961
- nagrodzony tytułem Mistrza Sportu ZSRR: 1966